# Silvatares longinquus
Silvatares longinquus is een schietmot uit de familie Pisuliidae. De soort komt voor in het Afrotropisch gebied.